# 사뭇송크람

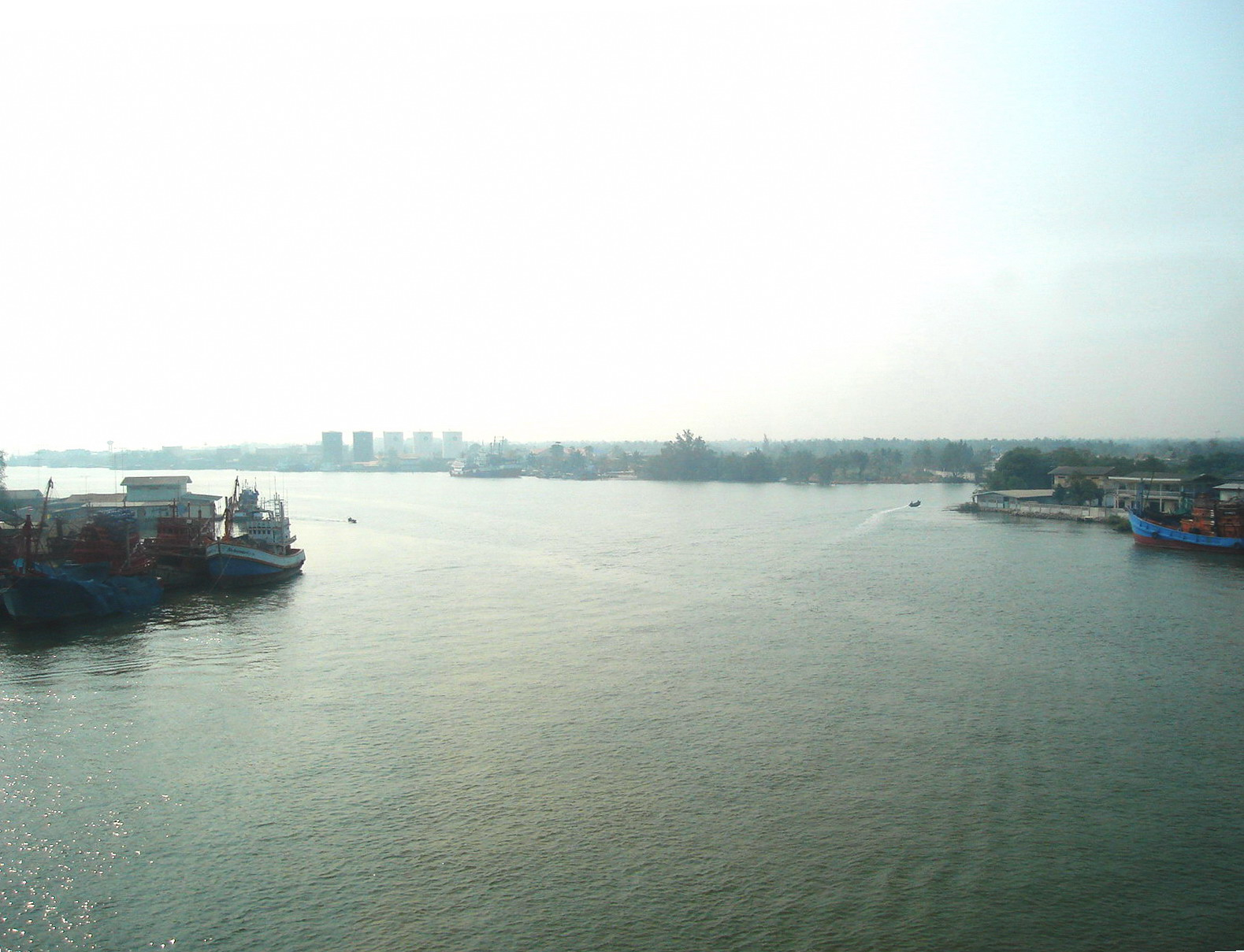

사뭇송크람(태국어: สมุทรสงคราม)은 태국의 읍이자 사뭇송크람 주의 주도이다. 매끌롱강이 읍 근처에서 타이만으로 흘러 나간다.

## 저명한 출신 인물
- 창과 앵 벙커